# Мужская сборная Беларуси по баскетболу
Мужская сборная Беларуси по баскетболу представляет Беларусь на турнирах по баскетболу. Управляющая организация — Белорусская федерация баскетбола (президент — Максим Владимирович Рыженков). На Олимпийских играх и в финальных турнирах чемпионатов мира и Европы не выступала.
Команда была образована в 1993 году. Принимает участие в международных турнирах под эгидой ФИБА и ФИБА-Европа.

## История

### Первые шаги сборной на международной арене
После того, как Беларусь стала независимым государством в 1992 году, первая попытка пройти отбор на главный европейский баскетбольный турнир — чемпионат Европы — состоялась в 1993 году. Свой первый матч баскетбольная сборная Беларуси сыграла 31 мая 1993 года в польском Вроцлаве против сборной Литвы. Матч закончился сенсационной победой белорусов над призёрами Олимпийских игр-1992 со счётом 88:80. Проиграв сборной Польши (75:81), сборная Беларуси вышла в финальный раунд квалификации, однако в трёх матчах по очереди уступила Украине (61:80), Хорватии (72:112) и Латвии (79:93) и не смогла квалифицироваться на чемпионат Европы-1993.
В июне-1993 сборная Беларуси начала отбор к чемпионату Европы-1995, который должен был пройти в Греции. В первый раунд квалификации попали национальные команды, не принимавшие участие в Евробаскете-1993. 19 сборных оказались разбиты на 3 группы, а в следующий раунд квалификации проходили 2 сильнейшие команды из каждой группы. Сборная Беларуси попала в одну группу с Венгрией, Финляндией, Румынией, Англией, Албанией и Люксембургом, одержала 2 победы в 6 матчах и не прошла в следующий раунд квалификации.
С 24 по 28 мая 1995 в Македонии прошел первый групповой этап квалификации на Евробаскет-1997. Сборная Беларуси заняла первое место в группе «В», обыграв Ирландию, Албанию, Норвегию и Македонию и уступив лишь Нидерландам. Второй и решающий раунд квалификации белорусы начали с 3 побед в 4 матчах, в том числе над лидером группы — сборной Греции (82:77). Однако в следующих 6 встречах подопечные Александра Борисова выиграли лишь однажды и заняли 4-е место, тогда как на чемпионат Европы отправлялись 3 лучшие команды группы.
Форвард белорусов Валерий Дайнеко стал 2-м лучшим скорером квалификации с 25.2 очка за матч.
Свой путь на Евробаскет-1999 сборная Беларуси с решающего раунда квалификации, оказавшись в одной группе с Испанией, Израилем, Украиной, Англией и Данией. По ходу отбора Анатолий Якубенко сменил Александра Борисова на посту главного тренера, однако белорусы не смогли пробиться на чемпионат Европы, став 5-ми в группе с 3 победами в 10 матчах. Центровой сборной Беларуси Александр Куль вошел в Топ-10 лучших подбирающих турнира с 8.2 подбора в среднем за матч.
Через 3 месяца стартовала квалификация Евробаскета-2001. В первом раунде отбора сборная Беларуси оказалась в группе «В» и с 19 по 23 мая 1999 года провела встречи со Словакией, Исландией, Румынией, Кипром и Уэльсом. Старт кампании вышел скомканным — белорусы уступили румынам (67:81). Однако затем команда под руководством Анатолия Якубенко набрала ход, выиграла оставшиеся 4 встречи и прошла в следующий этап квалификации. Но заполучить путёвку на Евробаскет не вышло — Беларусь стала 5-й в группе «В».
С июня-2001 по январь-2003 сборная Беларуси принимала участие в квалификации чемпионата Европы-2003. На первом групповом этапе белорусы стали вторыми, обогнав сборную Грузии по дополнительным показателям. Но в решающем раунде отбора сборная Беларуси финишировала на 5-м месте с результатом 3-7 в 10 матчах.

### Выступление в дивизионе «В» чемпионата Европы
В 2005 году ФИБА-Европа приняла решение разделить чемпионаты Европы на дивизионы «А» и «В». 15 команд, попавших в дивизион «В» в 2005 году, были разделены на 4 группы. Победитель каждой группы выходил в следующий раунд, а 2 сильнейшие команды турнира попадали в квалификацию дивизиона «А» на Евробаскет-2007. Сборная Беларуси, оказавшись в одной группе с Австрией, Кипром и Албанией, начала турнир с 4 побед подряд и являлась главным кандидатом на выход в следующий раунд, однако неожиданное поражение от Кипра (77:87) и последующая неудача с Австрией (60:69) не позволили команде Александра Борисова рассчитывать на место в квалификации дивизиона «А» и надежду на повышение в классе.
Условия в дивизионе «В» в 2007 году оказались ещё жёстче: 14 команд были разбиты на 3 группы, и лишь 4 коллектива — победитель каждой группы и лучшая 2-я команда — проходили в плей-офф. В квалификацию дивизиона «А» Евробаскета-2009 попадали лишь 2 сильнейшие команды. Сборная Беларуси разделила 2-е место в группе «В» с Нидерландами, пропустив вперёд Великобританию во главе с экс-игроком НБА Луолом Денгом, и не вышла в плей-офф.
После неудачного выступления сборной на Евробаскете-2007 в дивизионе «В» было принято решение о смене главного тренера: на место Александра Борисова, возглавлявшего национальную команду с 2000 года, пришёл Александр Попков.
Попав в группу «В» на Евробаскете-2009 в дивизионе «В», сборная Беларуси выиграла 7 из 8 матчей и заняла 1-е место, квалифицировавшись в раунд плей-офф. Однако двухматчевая серия со сборной Грузии закончилась не в пользу белорусов — 75:89 и 84:86.
В ноябре-2009 федерация баскетбола Беларуси объявила о назначении Михаила Феймана на пост главного тренера сборной страны.
Уже перед Евробаскетом-2011 ФИБА-Европа объявила о том, что этот турнир станет последним в истории дивизиона «В» — после этого разделение по дивизионам упразднялось. Сборная Беларуси заняла 3-е место в группе «В», выиграв 4 из 8 матчей и пропустив вперед национальные команды Швеции с Йонасом Жеребко и Азербайджана. Белорусский разыгрывающий Сергей Чариков вошел в тройку лучших ассистентов турнира, совершая 4.8 передачи в среднем за матч.
После завершения квалификации Михаил Фейман подал в отставку с поста главного тренера. Руководителем сорной был назначен ассистент Феймана Андрей Кривонос.

### Возвращение в квалификацию Евробаскета
31 национальная команда, в числе которых была и Беларусь, приняла участие в квалификационном турнире, в котором разыгрывались 16 путевок на Евробаскет-2013. 2 лучшие команды от каждой из 6 групп, а также лучшие 4 команды, занявшие 3-е места, попадали на континентальный чемпионат. Сборная Беларуси не смогла на равных бороться с Италией, Турцией и Чехией и заняла 4-е место в группе «F» с 2 победами в 8 играх.
После завершения квалификации Евробаскета-2013 главный тренер сборной Андрей Кривонос подал в отставку. Его место занял Руслан Бойдаков.
Квалификация Евробаскета-2015 могла стать исторической для сборной Беларуси. Успешно выступив в первом раунде квалификации и обогнав в группе команды Словакии и Венгрии, белорусы проиграли Эстонии в полуфинальной серии по разнице очков (76:70, 61:79) и была вынуждена пробиваться на Евробаскет через следующий этап отбора. Весной-2014 — за 4 месяца до матчей — главный тренер сборной Руслан Бойдаков подал в отставку. На его смену пришёл молодой сербский специалист Душан Гвоздич. Попав в одну группу с Бельгией, Македонией и Данией, сборная Беларуси заняла 3-е место и не вышла в финальный раунд чемпионата Европы. Защитник Виталий Лютыч оказался 11-м в списке лучших скореров квалификации с 15.7 очка за матч.
Белорусская федерация баскетбола оценила работу Душана Гвоздича как неудовлетворительную и приняла решение не продлевать с ним контракт. В декабре-2015 главным тренером сборной Беларуси стал Александр Крутиков.
Сборная Беларуси была близка к выходу на Евробаскет-2017: в рамках квалификационного турнира в группе «D» она играла вместе с командами Польши, Эстонии и Португалии и за 1 тур до конца отбора претендовала на 2-е место в группе с необходимой для дальнейшего прохода разницей заброшенных и пропущенных очков. Однако неожиданное гостевое поражение от аутсайдера группы — Португалии (77:62) — не позволило сборной Беларуси дебютировать на Евробаскете.

### Квалификация чемпионата мира-2019
Летом-2017 сборная Беларуси провела свой первый в истории матч квалификации чемпионата мира. В рамках преквалификации белорусы провели 4 матча против Болгарии и Португалии. Путевка в следующий раунд отбора разыгрывалась в последней встрече группового этапа между командами Беларуси и Португалии. Для выхода в следующий этап подопечным Александра Крутикова нужна была победа или поражение с разницей не более 2 очков. Сборная Беларуси уступила в овертайме (79:78) и прошла дальше.
Во втором раунде квалификации белорусы оказались в одной группе с Испанией (№ 2 в рейтинге ФИБА), Словенией (действующим чемпионом Европы) и Черногорией. Сборная Беларуси едва не шокировала Испанию (82:84), а в следующей встрече отбора сенсационно обыграла Словению (93:92). Несмотря на это, команда Александра Крутикова заняла 4-е место в группе и не прошла в следующий этап квалификации ЧМ-2019.

### Преквалификация Евробаскета-2021 (из-за коронавируса чемпионат Европы перенесён на 2022 год)
По итогам жеребьёвки преквалификации чемпионата Европы-2021 (в апреле-2020 был перенесён на 2022 год из-за пандемии коронавируса сборная Беларуси оказалась в одной группе с командами Швеции и Дании. Победитель группы выходил в основной раунд квалификации, 2 оставшиеся сборные продолжали борьбу в преквалификации. Сборная Беларуси в драматичном матче уступила Дании дома овертайме (94:98 ОТ), после чего разгромно проиграла Швеции в гостях (59:87). Выиграв 2 оставшиеся встречи, команда Александра Крутикова все же финишировала третьей.
В следующем раунде преквалификации белорусы вновь оказались в одной группе с датчанами, а третьим соперником стала команда Албании. Одержав лишь 2 победы в 4 матчах, сборная Беларуси не прошла в основной раунд квалификации Евробаскета и досрочно потеряла шансы на выход на чемпионат Европы.

### Квалификация чемпионата мира-2023
В конце декабря 2019 года белорусская федерация баскетбола объявила о назначении Ростислава Вергуна на пост главного тренера сборной Беларуси.
В феврале 2020 года сборная Беларуси начала путь к чемпионату мира, который состоялся в 2023 году в Японии, Индонезии и на Филиппинах. 20 и 24 февраля команда под руководством нового главного тренера Ростислава Вергуна одержала уверенные победы над Кипром, Албанией и Португалией, но одно поражение от Португалии оставило её на 2-м месте в группе «А». Что позволило выйти в следующий этап.
Там были одержаны 2 победы над Румынией и получены 2 поражения от Латвии. Было занято 2-е место, что обеспечило выход в первый этап квалификационного турнира. Команда сыграла два матча, но они были аннулированы, остальные отменены, а сама команда дисквалифицирована после вторжения России на Украину.

## Состав
В преквалификации к чемпионату мира-2019 сборная Беларуси была представлена в следующем составе:
| Перейти к шаблону «Состав сборной Беларуси по баскетболу» | Состав сборной Беларуси по баскетболу |  |

| Поз. | №  | Имя                 | Дата рождения (возраст)   | Рост   | Клуб              |
| ---- | -- | ------------------- | ------------------------- | ------ | ----------------- |
| Ф    | 16 | Евгений Белянков    | 11 июня 1995 (30 лет)     | 198 см | Цмоки-Минск       |
| РЗ   | 13 | Сергей Вабищевич    | 4 июня 1988 (37 лет)      | 191 см | Цмоки-Минск       |
| ТФ   | 15 | Александр Семенюк   | 14 сентября 1993 (31 год) | 207 см | Цмоки-Минск       |
| З    | 1  | Вячеслав Корж       | 23 сентября 1986 (38 лет) | 193 см | Цмоки-Минск       |
| ЛФ   | 8  | Никита Мещеряков    | 16 июня 1988 (37 лет)     | 203 см | Цмоки-Минск       |
| Ц    | 9  | Артём Параховский   | 6 октября 1987 (37 лет)   | 210 см | Маккаби Тель-Авив |
| АЗ   | 10 | Виталий Лютыч       | 9 мая 1992 (33 года)      | 198 см | Енисей            |
| ЛФ   | 12 | Дмитрий Полещук     | 21 мая 1985 (40 лет)      | 205 см | Цмоки-Минск       |
| РЗ   | 18 | Маалик Уэйнс        | 2 мая 1991 (34 года)      | 185 см | Ховентут          |
| РЗ   | 1  | Девон Саддлер       | 10 мая 1991 (34 года)     | 188 см | Цмоки-Минск       |
| АЗ   | 14 | Александр Кудрявцев | 23 мая 1980 (45 лет)      | 190 см | Цмоки-Минск       |
| Ф    | 7  | Максим Салаш        | 6 мая 1996 (29 лет)       | 206 см | Цмоки-Минск       |

## Главные тренеры
- Алексей Шукшин (1993)
- Александр Борисов (1995—1998)
- Анатолий Якубенко (1998—2000)
- Александр Борисов (2000—2007)
- Александр Попков (2008—2009)
- Михаил Фейман (2010—2011)
- Андрей Кривонос (2011—2012)
- Руслан Бойдаков (2013—2014)
- Душан Гвоздич (2014)
- Александр Крутиков (2015—2019)
- Ростислав Вергун (2019—н. в.)

Натурализованные игроки
Данте Стиггерс (2010—2012)
Девон Саддлер (2018)
Маалик Уэйнс (2016—2019)